# Бжезіни (Вармінсько-Мазурське воєводство)
Бжезіни (пол. Brzeziny, нім. Emilienhorst) — село в Польщі, у гміні Пасленк Ельблонзького повіту Вармінсько-Мазурського воєводства.
Населення — 44 особи (2011).
У 1975-1998 роках село належало до Ельблонзького воєводства.

## Демографія
Демографічна структура станом на 31 березня 2011 року:
|          | Загалом | Допрацездатний вік | Працездатний вік | Постпрацездатний вік |
| -------- | ------- | ------------------ | ---------------- | -------------------- |
| Чоловіки | 27      | 6                  | 17               | 4                    |
| Жінки    | 17      | 4                  | 10               | 3                    |
| Разом    | 44      | 10                 | 27               | 7                    |